# 홋카이도의 난독 지명 목록

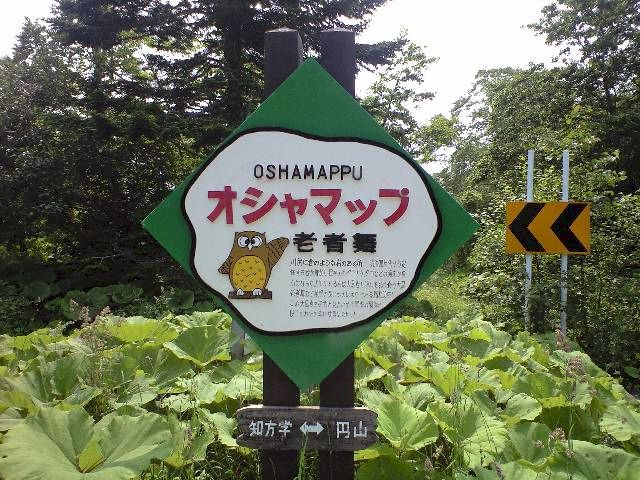
오샤맛푸(老者舞、おしゃまっぷ)
(구시로정 오샤맛푸 집락(老者舞集落) 입구에 있는 표식)

홋카이도의 난독 지명 목록(北海道の難読地名一覧、ほっかいどうのなんどくちめいいちらん)은 홋카이도의 난독 지명의 목록이다.
아이누어에 기원하는 부분이 많고, 한자와의 연결이 없는 지명도 많다.

## 홋카이도의 난독 지명 목록
※ 시정촌 코드순
- 茨戸(바라토(ばらと)) - 삿포로시 기타구 아이누어의 「파라 도(パラ・ト)」(넓은 늪)에서 유래[1]. 행정 지명은, 히가시바라토(東茨戸), 히가시바라토 1조~히가시바라토 4조(東茨戸1条～東茨戸4条), 니시바라토(西茨戸) 및 니시바라토 1조~니시바라토 7조(西茨戸1条～西茨戸7条)
- 簾舞(미즈마이(みすまい)) - 삿포로시 미나미구 아이누어의 「니세이 오맙(ニセイ・オマㇷ゚)」(협곡이 있는 것)에서 유래[1]. 행정 지명은, 미즈마이(簾舞) 및 미즈마이 1조~미즈마이 6조(簾舞1条～簾舞6条).
- 発寒(핫사무(はっさむ)) - 삿포로시 니시구 아이누어의 「핫차무펫(ハッチャムペッ)」(벚나무 새의 강), 또는「핫 삼(ハッ・サㇺ)」(머루의 옆)에서 유래[1]. 행정 지명은, 핫사무 1조~핫사무 17조(発寒1条～発寒17条).
- 庵原町(이오하라정(いおはらちょう)) -  하코다테시 주변 지역을 개척한 이오하라(또는 이하라, 이바라) 간사이(庵原菡斎)에서 유래.
- 川汲町(갓쿠미정(かっくみちょう)) - 하코다테시 아이누어의 「갓코 구 니(カッコ・ク・ニ)」(뻐꾸기가 있는 곳)에서 유래[1].
- 木直町(기나오시정(きなおしちょう)) -  하코다테시 아이누어의 「기나 우시(キナ・ウㇱ)」(큰부들이 자라는 곳)에서 유래[1].
- 椴法華(도도홋케, とどほっけ) - 하코다테시 아이누어의 「도 폭 게(トー・ポㇰ・ケ)」(산 뿌리 밑)에서 유래[1]. 행정 지명에 존재하지 않는다.
- 忍路(오쇼로(おしょろ)) - 오타루시 아이누어의 「오쇼로(オショロ)」(엉덩이 같은 파임), 혹은 「웃 오 로(ウㇲ・オ・ロ)」(후미의 안)에서 유래[1].
- 勝納町(가쓰나이정(かつないちょう)) - 오타루시 아이누어의 「헤로키 앗 도마리 나이(ヘロキ・アッ・トマリ・ナイ)」(청어가 군집하는 후미의 강)이 단축되어, 앗(アッ)이 갓(カッ)으로 전와된 것[1].
- 文庫歌(분가타(ぶんがた)) - 오타루시 아이누어의 「푼카루 고탄(プンカル・コタン)」(덩굴 식물의 마을)에서 유래[1]. 행정 지명에 존재하지 않는다.
- 神居古潭(가무이코탄(かむいこたん)) - 아사히카와시 아이누어의 「가무이 고탄(カムイ・コタン)」(신의 마을)에서 유래[1]. 행정 지명은, 가무이정(神居町) 가무이코탄(神居古潭).
- 雨紛(우분(うぶん)) - 아사히카와시 아이누어의 「우푼(ウプン)」(눈보라)에서 유래[1]. 행정 지명은, 가무이정(神居町) 우분(雨紛).
- 大楽毛(오타노시케(おたのしけ)) - 구시로시 아이누어의 「오타 놋케(オタ・ノㇱケ)」(모래사장의 중앙)에서 유래[1].
- 知茶布(지찻푸(ちちゃっぷ)) - 구시로시 행정 지명은, 아칸정(阿寒町) 지찻푸(知茶布).
- 徹別(데시베쓰(てしべつ)) - 구시로시 아이누어의 「뎃 벳(テㇱ・ペッ)」(어살이 있는 강)에서 유래[1]. 행정 지명은, 아칸정(阿寒町) 가미데시베쓰(上徹別), 아칸정(阿寒町) 시모데시베쓰(下徹別), 아칸정(阿寒町) 나카데시베쓰(中徹別), 아칸정(阿寒町) 니시데시베쓰(西徹別) 및 아칸정(阿寒町) 데시베쓰추오(徹別中央).
- 幣舞町(누사마이정(ぬさまいちょう)) - 구시로시 아이누어의 「누사 오마 이(ヌサ・オマ・イ)」(이나우(イナウ, 아이누의 제사 도구)를 바치는 곳)에서 유래[1].
- 馬主来(바시쿠루(ぱしくる)) - 구시로시, 시라누카군 시라누카정 아이누어의 「팟쿨(パㇱクㇽ)」(까마귀)에서 유래[1]. 행정 지명은, 구시로시(釧路市) 온베쓰정(音別町) 바시쿠루(馬主来) 및 시라누카군(白糠郡) 시라누카정(白糠町) 바시쿠루(馬主来)
- 相内町(아이노나이정(あいのないちょう)) - 기타미시 아이누어의 「아이누 나이(アイヌ・ナイ)」(사람이 있는 강)에서 유래[1].
- 留辺蘂町(루베시베정(るべしべちょう)) - 기타미시 아이누어의 「루펫페(ルペㇱペ)」(길을 따라 내려가는 강)에서 유래[1].
- 呼人(요비토(よびと)) - 아바시리시 아이누어의 「이 오 피토(イ・オ・ピト)」(그것을 버리고 간 늪[2])에서 유래[1].
- 癸巳町(기시정(きしちょう)) - 비바이시 둔전병(메이지 초기에 홋카이도의 개척 · 경비 등을 위하여 두었던 농병(農兵))의 기병대가 입식(개척지나 식민지에 들어가 생활하는 것)한 메이지 26년(1893년)의 십이지 천간에서 유래.
- 対雁(쓰이시카리(ついしかり)) - 에베쓰시, 이시카리군 도베쓰정 아이누어의 「도에시카리(トエシカリ)」(늪이 그곳에서 돈다)[1], 혹은 「두 이시카리(トゥ・イシカリ)」(이시카리강의 오래된 흐름)[3]에서 유래.
- 野幌(놋포로(のっぽろ)) - 에베쓰시 아이누어의 「눕 올 오 펫(ヌㇷ゚・オㇽ・オ・ペッ)」(들 복판을 흐르는 강)에서 유래[1].
- 渚滑町(쇼코쓰정(しょこつちょう)) - 몬베쓰시 아이누어의 「소 곳(ソー・コッ)」(용소(용추라고도 하며, 폭포수가 떨어지는 바로 밑에 있는 웅덩이를 뜻함))에서 유래[1].
- 奔別町(폰페쓰정(ぽんべつちょう)) - 미카사시 아이누어의 「폰 펫(ポン・ペッ)」(작은 강)에서 유래[1].
- 温根沼(온네토(おんねとう)) - 네무로시 아이누어의 「온네 도(オンネ・トー)」(큰 늪)에서 유래[1].
- 珸瑶瑁(고요마이(ごようまい)) - 네무로시 아이누어의 「고이 오마 이(コイ・オマ・イ)」(물결이 있는 것)에서 유래[1].
- 納沙布(노삿푸(のさっぷ)) - 네무로시 아이누어의 「놋 삼(ノッ・サㇺ)」(곶의 옆)에서 유래[1].
- 穂香(호니오이(ほにおい)) - 네무로시 아이누어의 「폰 니 오 이(ポン・ニ・オ・イ)」(작은 나뭇조각이 많은 곳)에서 유래[1].
- 歯舞(하보마이(はぼまい)) - 네무로시 아이누어의 「아포 오마 이(アポ・オマ・イ)」(성엣장이 있는 것)에서 유래[1].
- 奥潭(오코탄(おこたん)) - 지토세시 아이누어의 「오 고탄 운 페(オ・コタン・ウン・ペ)」(강 하구에 마을이 있는 것)에서 유래[1].
- 支寒内(시샤모나이(ししゃもない)) - 지토세시 아이누어의 「시삼 나이(シサㇺ・ナイ)」(일본인의 연못)에서 유래[3].
- 幌美内(호로피나이(ほろぴない)) - 지토세시 아이누어의 「포로 피 나이(ポロ・ピ・ナイ)」(큰 마른 연못)에서 유래[1].
- 神威(가모이(かもい)) - 우타시나이시, 샤리군 기요사토정 아이누어의 「가무이(カムイ)」(신)에서 유래.
- 納内町(오사무나이정(おさむないちょう)) - 후카가와시 아이누어의 「오 살 운 나이(オ・サㇻ・ウン・ナイ)」(하류에 갈대밭이 있는 강)에서 유래[1].
- 一已町(이치얀정(いちやんちょう)) - 후카가와시 아이누어의 「이찬(イチャン)」(연어나 송어가 산란하는 곳)에서 유래[1].
- 富岸町(돈케시정(とんけしちょう)) - 노보리베쓰시 아이누어의 「도 겟(トー・ケㇱ)」(연못의 가장자리)에서 유래[1].
- 稀府(마렛푸(まれっぷ)) - 다테시 아이누어의 「이마리마렙(イマリマレㇷ゚)」(딸기가 있는 곳)에서 유래[1]. 행정 지명은, 기타마렛푸정(北稀府町), 미나미마렛푸정(南稀府町) 및 나카마렛푸정(中稀府町).
- 輪厚(왓쓰(わっつ)) - 기타히로시마시 아이누어의 「웃(ウッ)」(갈빗대)에서 유래[1].
- 送毛(오쿠리게(おくりげ)) - 이시카리시 아이누어의 「우쿠루 기나(ウクル・キナ)」(질경이택사 · 식물)에서 유래[1].
- 生振(오야후루(おやふる)) - 이시카리시 아이누어의 「오 야 후루(オ・ヤ・フル)」(엉덩이가 육지에 붙는 언덕)에서 유래[1].
- 群別(군페쓰(くんべつ)) - 이시카리시 아이누어의 「군 펫(クン・ペッ)」(검은 강)에서 유래.
- 濃昼(고키비루(ごきびる)) - 이시카리시 아이누어의 「오키피리(オキピリ)」(강 아래에서 우뚝 솟은 절벽)에서 유래[4].
- 聚富(싯푸(しっぷ)) - 이시카리시 아이누어의 「슈오푸(シュオプ)」(상자 같은 협곡)에서 유래[4].
- 発足(핫타리(はったり)) - 이시카리시 아쓰타구(厚田区) 아쓰타(厚田), 이와나이군 교와정 아이누어의 「핫탈(ハッタㇽ)」(연못)에서 유래[1].
- 花畔(반나구로(ばんなぐろ)) - 이시카리시 아이누어의 「파나운쿨 야솟케(パナウンクㇽ・ヤソッケ)」(강 아래의 뭇사람들의 어장)에서 유래[1].
- 幌(포로(ぽろ)) - 이시카리시 아이누어의 「포로 군펫(ポロ・クンペッ)」(큰 돌의 강)에서 유래[1].
- 正利冠(마사리캇푸(まさりかっぷ)) - 이시카리시 아이누어의 「마살 카 오맙(マサㇻ・カ・オマㇷ゚)」(모래 언덕의 풀밭의 위에 있는 것)에서 유래[5].행정 지명은, 2005년에 아쓰타촌이 하마마스촌과 함께 이시카리시에 편입 합병됨과 함께 소멸.
- 望来(모라이(もうらい)) - 이시카리시 아이누어의 「모라이(モライ)」(늦게 흐름)에서 유래[1].
- 安瀬(야소스케(やそすけ)) - 이시카리시 아이누어의 「야 솟케(ヤ・ソㇱケ)」(그물로 물고기잡이를 하는 곳)[1], 혹은 「얀 솟케(ヤン・ソㇱケ)」(육지에 오르는, 벗겨내진 절벽)에서 유래[4].
- 弁華別(벤케베쓰(べんけべつ)) - 이시카리군 도베쓰정 아이누어의 「펜케 집 펫 나이(ペンケ・チㇷ゚・ペㇱ・ナイ)」(강 위쪽의, 통나무배가 그것을 따라 내려오는 강)에서 유래[6].
- 軍川(이쿠사가와(いくさがわ)) - 가메다군 나나에정 아이누어의 「이 구사 압(イ・クサ・ㇷ゚)」(그것을 넘기는 자, 나루터지기)에서 유래[1].
- 長万部(오샤만베(おしゃまんべ)) - 야마코시군 오샤만베정 아이누어의 「오 사마무 펫(オ・サマム・ペッ)」(강 하류가 누워있는 강)에서 유래[1].
- 国縫(군누이(くんぬい)) - 야마코시군 오샤만베정 아이누어의 「군네 나이(クンネ・ナイ)」(검은 강)에서 유래[1].
- 小砂子(지사고(ちいさご)) - 히야마군 가미노쿠니정 아이누어의 「지시 엠코(チシ・エㇺコ)」(다치이와(立岩)의 수원)에서 유래[1].
- 厚沢部(앗사부(あっさぶ)) - 히야마군 앗사부정 아이누어의 「핫차무 펫(ハッチャム・ペッ)」(벚나무 새의 강)에서 유래[1].
- 美利河(피리카(ぴりか)) - 세타나군 이마카네정 아이누어의 「필카 펫(ピㇼカ・ペッ)」(아름다운 강)에서 유래[1].
- 貝取澗(가이토리마(かいとりま)) - 구도군 세타나정 아이누어의 「가예 우투루(カイェ・ウトゥル)」(오레이시(折岩)의 사이)에서 유래[1].
- 歌棄町(우타스쓰정(うたすつちょう)) - 슷쓰군 슷쓰정, 후루비라군 후루비라정 아이누어의 「오타 슷(オタ・スッ)」(모래사장의 근원)에서 유래[1].
- 千走(지와세(ちわせ)) - 시마마키군 시마마키촌 아이누어의 「지우 앗(チウ・アㇱ)」(파도가 이는 곳)에서 유래[1].
- 寿都(슷쓰(すっつ)) - 슷쓰군 슷쓰정 아이누어의 「슈푸토 펫(シュプト・ペッ)」(갈대의 강)에서 유래[1].
- 熱郛(넷푸(ねっぷ)) - 슷쓰군 구로마쓰나이정 아이누어의 「군네 푸(クンネ・プ)」(검은 것). 혹은 「네푸(ネプ)」(유목)에서 유래[1].
- 真狩(맛카리(まっかり)) - 아부타군 맛카리촌 아이누어의 「막 갈 펫(マㇰ・カㇼ・ペッ)」(안에서 꺾이는 강)에서 유래[1].
- 倶知安(굿찬(くっちゃん)) - 아부타군 굿찬정 아이누어의 「구차 안 나이(クチャ・アン・ナイ)」(오두막집이 있는 강), 혹은 「굿 삼 운 펫(クッ・サㇺ・ウン・ペッ)」(절벽의 옆에 있는 강)에서 유래[1].
- 梨野舞納(리야무나이(りやむない)) - 이와나이군 교와정 아이누어의 「리얌 나이(リヤㇺ・ナイ)」(해(年)를 넘기는 강)에서 유래[1].
- 老古美(오이코미(おいこみ)) - 이와나이군 교와정
- 堀株村(호리캇푸촌(ほりかっぷむら)) - 후루우군 도마리촌 아이누어의 「홀카 압(ホㇿカ・ㇷ゚)」(되돌아오는 것)에서 유래[1].
- 神恵内村(가모에나이촌(かもえないむら)) - 후루우군 가모에나이촌 아이누어의 「가무이 나이(カムイ・ナイ)」(신의 강)에서 유래[1].
- 積丹(샤코탄(しゃこたん)) - 사코탄군 샤코탄정 아이누어의 「삭 고탄(サㇰ・コタン)」(여름의 마을)에서 유래[1].
- 南幌(난포로(なんぽろ)) - 소라치군 난포로정 「포로 모이(ポロ・モイ)」= 호로무이(幌向)(큰 강의 꺾임)의 남부에 위치한 곳에서 유래[1].
- 晩生内(오소키나이(おそきない)) - 가바토군 우라우스정 아이누어의 「오 숏케 나이(オ・ショㇱケ・ナイ)」(강 하구가 무너지고 있는 강)에서 유래[1].
- 留久(루쿠(るうく)) - 가바토군 신토쓰카와정 아이누어의 「루 굿 펫(ル・クㇱ・ペッ)」(길이 지나는 강)에서 유래. 행정 지명에는, 존재하지 않는다.
- 妹背牛(모세우시(もせうし)) - 우류군 모세우시정 아이누어의 「모세 웃(モセ・ウㇱ)」(쐐기풀이 자라는 곳, 혹은 풀베기를 하는 곳)에서 유래[1].
- 秩父別(짓푸베쓰(ちっぷべつ)) - 우류군 짓푸베쓰정 아이누어의 「젭 펫(チェㇷ゚・ペッ)」(물고기의 강), 혹은 「지 굿 펫(チ・クㇱ・ペッ)」(우리들이 지나는 강), 「집 굿 펫(チㇷ゚・クㇱ・ペッ)」(배가 지나는 강)에서 유래[1].
- 和(야와라(やわら)) - 우류군 호쿠류정 개척자의 출신지 지바현 야와라촌(埜原村)에서 유래[1].
- 比布(핏푸(ぴっぷ)) - 가미카와군 핏푸정 아이누어의 「피피펫(ピピペッ)」(돌이 뒹굴거리는 강), 혹은 「피옵(ピオㇷ゚)」(돌이 많은 것)에서 유래[1].
- 勇駒別(유코만베쓰(ゆこまんべつ)) - 가미카와군 히가시카와정 아이누어의 「유 고 오만 펫(ユ・コ・オマン・ペッ)」(탕으로 향하는 강)에서 유래[1].
- 占冠(시무캇푸(しむかっぷ)) - 유후쓰군 시무캇푸촌 아이누어의 「시 무캅(シ・ムカㇷ゚)」(무강(鵡川、むかわ)의 원줄기)에서 유래[1]. (무강은, 아이누어의 「뭇카 펫(ムッカ・ペッ)」(막히는 강), 혹은 「무캅(ムカㇷ゚)」(더덕이 있는 곳)에서 유래[1])
- 苫鵡(도마무(とまむ)) - 유후쓰군 시무캇푸촌 아이누어의 「도맘(トマㇺ)」(습지)에서[1].
- 和寒(왓사무(わっさむ)) - 가미카와군 왓사무정 아이누어의 「앗 삼(アッ・サㇺ)」(난티나무의 옆)에서[1].
- 美羽烏(비바카루우시(びばかるうし)[7]) - 가미카와군 겐부치정 아이누어의 「피파 갈 웃(ピパ・カㇽ・ウㇱ)」(귀이빨대칭이를 잡는 곳)에서 유래.
- 音威子府(오토이넷푸(おといねっぷ)) - 나카가와군 오토이넷푸촌 아이누어의 「오 도이네 엡(オ・トイネ・ㇷ゚)」(강 하구가 더러워진 것)에서 유래[1].
- 咲来(삿쿠루(さっくる)) - 나카가와군 오토이넷푸촌 아이누어의 「삭 루(サㇰ・ル)」(여름의 길)에서 유래[1].
- 母子里(모시리(もしり)) - 우류군 호로카나이정 아이누어의 「모실 운 나이(モシㇼ・ウン・ナイ)」(섬이 있는 강)에서 유래[1].
- 天売(데우리(てうり)) - 도마마에군 하보로정 아이누어의 「데우레(テウレ)」(물고기의 콩팥), 혹은 「제우레(チェウレ)」(발)에서 유래[1].
- 焼尻(야기시리(やぎしり)) - 도마마에군 하보로정 아이누어의 「얀케 실(ヤンケ・シㇼ)」((물고기 또는 짐을) 올리는 섬)에서 유래[1].
- 雄信内(오노부나이(おのぶない)[8]) - 데시오군 데시오정 아이누어의 「오 눕 운 나이(オ・ヌㇷ゚・ウン・ナイ)」(강 하구에 벌판이 있는 강)에서 유래[1].
- 男能富(단놋푸(だんのっぷ)) - 데시오군 데시오정
- 振老(후라오이(ふらおい)) - 데시오군 데시오정 아이누어의 「후라 웬 이(フラ・ウェン・イ)」(냄새가 안 좋은 곳)에서 유래[1].
- 敏音知(핀네시리(ぴんねしり)) - 에사시군 나카톤베쓰정 아이누어의 「핀네 실(ピンネ・シㇼ)」(남자의 산)에서 유래[1].
- 枝幸(에사시(えさし)) - 에사시군 에사시정 아이누어의 「에사시(エサシ)」(곶)에서 유래[1].
- 活汲(갓쿠미(かっくみ)) - 아바시리군 쓰베쓰정, 나카가와군 혼베쓰정 아이누어의 「갓쿰(カックㇺ)」(국자)에서 유래[1].
- 止別(야무베쓰(やむべつ)) - 샤리군 고시미즈정 아이누어의 「야무 펫(ヤム・ペッ)」(차가운 강)에서 유래.
- 訓子府(군넷푸(くんねっぷ)) - 도코로군 군넷푸정 아이누어의 「군넵(クンネㇷ゚)」(검은 것)에서 유래[1].
- 富武士(돗푸시(とっぷし)) - 도코로군 사로마정 아이누어의 「도푸 웃(トプ・ウㇱ)」(대나무가 군생하고 있는 것)에서 유래[1].
- 丸瀬布(마루셋푸(まるせっぷ)) - 몬베쓰군 엔가루정 아이누어의 「마우레셉(マウレセㇷ゚)」(세 개의 강이 모이는 넓은 곳)에서 유래.
- 札久留(삿쿠루(さっくる)) - 몬베쓰군 다키노우에정 아이누어의 「삭 루(サㇰ・ル)」(여름의 길)에서 유래[1].
- 興部(오콧페(おこっぺ)) - 몬베쓰군 오콧페정, 몬베쓰군 니시오콧페촌 아이누어의 「오 우 곳 펫(オ・ウ・コッ・ペッ)」(강 하구가 서로 붙어있는 것)에서 유래[1].
- 雄武(오무(おうむ)) - 몬베쓰군 오무정 아이누어의 「오 무(オ・ム)」(강 하구가 막히다)에서 유래[1].
- 礼文華(레분게(れぶんげ)) - 아부타군 도요우라정 아이누어의 「레푼 게 엡(レプン・ケ・ㇷ゚)」(바다의 끝으로 깎인 것[9])에서 유래[1].
- 壮瞥(소베쓰(そうべつ)) - 우스군 소베쓰정 아이누어의 「소 펫(ソー・ペッ)」(폭포의 강)에서 유래[1].
- 平取(비라토리(びらとり)) - 사루군 비라토리정 아이누어의 「피라 우투루(ピラ・ウトゥル)」(절벽의 사이)에서 유래[1].
- 貫気別(누키베쓰(ぬきべつ)) - 사루군 비라토리정 아이누어의 「눕키 펫(ヌㇷ゚キ・ペッ)」(탁한 물의 강)에서 유래[1].
- 新冠(니캇푸(にいかっぷ)) - 니캇푸군 니캇푸정 아이누어의 「니캅(ニカㇷ゚)」(나무껍질)에서 유래[1].
- 月寒(쓰키삿푸(つきさっぷ)) - 우라카와군 우라카와정 아이누어의 「지키사니(チキサニ)」(느릅나무)에서 유래[1].
- 西舎(니시차(にしちゃ)) - 우라카와군 우라카와정 아이누어의 「니차(ニチャ)」(나무를 베다)에서 유래[1].
- 染退(시부차리(しぶちゃり)[10]) - 히다카군 신히다카정 「시페쓰 자리(シペツ・チャリ)」(연어의 산란지), 「시페 이찬(シペ・イチャン)」 · 「시펫 이차니(シペッ・イチャニ)」(원줄기가 흩어지다) 등 여러 설이 있다[1].
- 鳧舞(게리마이(けりまい)) - 히다카군 신히다카정 아이누어의 「게리맙(ケリマㇷ゚)」(신발 태우는 곳)에서 유래[1].
- 音更(오토후케(おとふけ)) - 가토군 오토후케정 아이누어의 「오토푸케(オトプケ)」(머리카락이 돋아나는 곳)에서 유래[1].
- 長流枝(오사루시(おさるし)) - 가토군 오토후케정 아이누어의 「오 사룻(オ・サルㇱ)」(강 하구에 억새밭이 많이 있는 강)에서 유래.
- 居辺(오리베(おりべ)) - 가토군 시호로정, 가토군 가미시호로정 아이누어의 「울 펫(ウㇽ・ペッ)」(언덕의 강)에서 유래[1].
- 屈足(굿타리(くったり))- 가미카와군 신토쿠정 아이누어의 「굿탈 웃(クッタㇻ・ウㇱ)」(감제풀이 군생하는 곳)에서 유래[1].
- 雄馬別(오마베쓰(おまべつ))- 가사이군 메무로정
- 更別(사라베쓰(さらべつ)) - 가사이군 사라베쓰촌 아이누어의 「사라 펫(サラ・ペッ)」(갈대 · 억새가 무성한 땅)에서 유래[1].
- 生花苗(오이카마나이(おいかまない)) - 히로오군 다이키정 아이누어의 「오이카 오마 나이(オイカ・オマ・ナイ)」(파도가 넘쳐들어오는 강)에서 유래[1].
- 萠和(모이와(もいわ)) - 히로오군 다이키정 아이누어의 「모이와(モイワ)」(작은 성스러운 산)에서 유래[1].
- 音調津(오시라베쓰(おしらべつ)) - 히로오군 히로오정 아이누어의 「오 시라라 운 펫(オ・シララ・ウン・ペッ)」(강 하구에 암초가 있는 강)에서 유래[1].
- 白人(지롯토(ちろっと)) - 나카가와군 마쿠베쓰정 아이누어의 「지로 도(チロ・ト)」(새의 늪)에서 유래[1].
- 利別(도시베쓰(としべつ)) - 나카가와군 이케다정 아이누어의 「두시 펫(トゥシ・ペッ)」(새끼줄의 강)에서 유래[1].
- 旅来(다비코라이(たびこらい)) - 나카가와군 도요코로정 아이누어의 「답콥 라이(タㇷ゚コㇷ゚・ライ)」(혹 같은 산의 가까이에, 흐르지 않는 강)에서 유래.
- 押帯(오숏푸(おしょっぷ)) - 나카가와군 혼베쓰정 아이누어의 「오 슛푸(オ・シュップ)」(강 하구의 상자 같은 협곡)에서 유래[1].
- 負箙(오후이비라(おふいびら)) - 나카가와군 혼베쓰정 아이누어의 「우후이 피라(ウフイ・ピラ)」(타는 절벽)에서 유래[1].
- 勇足(유타리(ゆうたり)) 나카가와군 혼베쓰정 아이누어의 「에 산 피탈(エ・サン・ピタㇻ)」(머리가 물가 쪽으로 나와있는 강변)에서 유래. 여기에 「勇足」을 넣어서 「에산피타라(えさんぴたら)」라고 읽게 했으나 난독이므로 「유타리(ゆうたり)」라고 읽기가 바뀌었다[1].
- 足寄(아쇼로(あしょろ)) - 아쇼로군 아쇼로정 아이누어의 「에쇼로 펫(エショロ・ペッ)」(따라 내려가는 강)에서 유래[1].
- 愛冠(아이캇푸(あいかっぷ)) - 아쇼로군 아쇼로정, 앗케시군 앗케시정 아이누어의 「아이캅(アイカㇷ゚)」(화살이 닿지 않는다)에서 유래[1].
- 大誉地(오요치(およち)) - 아쇼로군 아쇼로정 아이누어의 「오 이 오치(オ・イ・オチ)」(강의 옆에 「그것」이 많은 곳[11])에서 유래[1].
- 螺湾(라완(らわん)) - 아쇼로군 아쇼로정 아이누어의 「라우 안(ラウ・アン)」(낮은 곳)에서 유래[1].
- 鷲府(와싯푸(わしっぷ)) - 아쇼로군 아쇼로정
- 斗満(도마무(とまむ)) - 아쇼로군 리쿠베쓰정 아이누어의 「도맘(トマㇺ)」(습지)에서 유래[1].
- 勲祢別(군네베쓰(くんねべつ)) - 아쇼로군 리쿠베쓰정 아이누어의 「군네 펫(クンネ・ペッ)」(검은 강)에서 유래[1].
- 止若内(야무왓카나이(やむわっかない)) - 아쇼로군 리쿠베쓰정 아이누어의 「얌 왓카 나이(ヤㇺ・ワッカ・ナイ)」(찬물의 강)에서 유래[1].
- 鼈奴(벳차로(べっちゃろ)) - 도카치군 우라호로정 아이누어의 「펫차로(ペッチャロ)」(강의 입)에서 유래[1].
- 跡永賀(아토에카(あとえか)) - 구시로군 구시로정 아이누어의 「아투이 카(アトゥイ・カ)」(바다의 위), 또는 「아투이 오카케(アトゥイ・オカケ)」(바다의 흔적)에서 유래[1].
- 老者舞(오샤맛푸(おしゃまっぷ)) - 구시로군 구시로정 아이누어의 「오 이찬 오맙(オ・イチャン・オマㇷ゚)」(강 하구에 연어 송어가 알을 낳는 곳)에서 유래[1].
- 来止臥(기토시(きとうし)) - 구시로군 구시로정 아이누어의 「기토 웃(キト・ウㇱ)」(극동산마늘이 있는 곳)에서 유래[1].
- 賤夫向(세키넷푸(せきねっぷ)) - 구시로군 구시로정 아이누어의 「제푸누룬겝(チェプヌルンゲㇷ゚)」(나무가 적은 산에서 돌이 떨어지는 곳)에서 유래.
- 初無敵(손테키(そんてき)) - 구시로군 구시로정 아이누어의 「도 운 덱(ト・ウン・テㇰ)」(늪이 있는 것 같은)에서 유래.
- 知方学(짓포마나이(ちっぽまない)) - 구시로군 구시로정 아이누어의 「집 오마 나이(チㇷ゚・オマ・ナイ)」(배가 있는 강)에서 유래[1].
- 重蘭窮(지푸란케우시(ちぷらんけうし)) - 구시로군 구시로정 아이누어의 「집 란케 우시(チㇷ゚・ランケ・ウシ)」(새 배를 물에 띄우기(혹은 뱃짐을 내리기)를 하는 곳)에서 유래[1].
- 入境学(니코마나이(にこまない)) - 구시로군 구시로정 아이누어의 「니 오마 나이(ニ・オマ・ナイ)」(유목이 있는 강)에서 유래.
- 冬窓床(부이마(ぶいま)) - 구시로군 구시로정 아이누어의 「푸이 모이(プイ・モイ)」(구멍이 난 바위가 있는 후미)에서 유래.
- 又飯時(마타이토키(またいとき)) - 구시로군 구시로정 아이누어의 「왓카 다 에토쿠(ワッカ・タ・エトク)」(물을 긷는 수원)에서 유래[1].
- 分遣瀬(와카차라세(わかちゃらせ)) - 구시로군 구시로정 아이누어의 「왓카 자라 세(ワッカ・チャラ・セ)」(물이 찰랑찰랑 소리를 내다)에서 유래[1].
- 厚岸(앗케시(あっけし)) - 앗케시군 앗케시정 아이누어의 「앗케 웃(アッケ・ウㇱ)」(난티나무의 껍질을 벗겨내는 곳)에서 유래[1].
- 片無去(가타무사리(かたむさり)) - 앗케시군 앗케시정 아이누어의 「가탐 살(カタㇺ・サㇽ)」(넌출월귤이 있는 다습한 초원)에서 유래.
- 別寒辺牛(베칸베우시(べかんべうし)) - 앗케시군 앗케시정 아이누어의 「페칸페 웃(ペカンペ・ウㇱ)」(마름이 있는 곳)에서 유래[1].
- 奔渡(폰토(ぽんと)) - 앗케시군 앗케시정 아이누어의 「폰 도(ポン・ト)」(작은 호수)에서 유래.
- 羨古丹(우라야코탄(うらやこたん)) - 앗케시군 하마나카정 아이누어의 「우라이 야 고탄(ウライ・ヤ・コタン)」(어살의 마을)에서 유래.
- 恵茶人(에사시토(えさしと)) - 앗케시군 하마나카정 아이누어의 「에사웃(エサウㇱ)」(머리를 물가에 대고 있는 늪)에서 유래.
- 瞼暮帰(겐봇케(けんぼっけ)) - 앗케시군 하마나카정 아이누어의 「게네 폭(ケネ・ポㇰ)」(오리나무의 아래)에서 유래[1].
- 後静(시리시즈(しりしず)) - 앗케시군 하마나카정 아이누어의 「실 슷(シㇼ・スッ)」(산의 근본)에서 유래[1].
- 仙鳳趾(센포시(せんぽうし)) - 앗케시군 하마나카정 아이누어의 「젯포 옷(チェッポ・オッ)」(잔 물고기가 있는 곳)에서 유래.
- 散布(지릿푸(ちりっぷ)) - 앗케시군 하마나카정 아이누어의 「주룹(チュルㇷ゚)」(바지락 조개)에서 유래[1].
- 貰人(모라이토(もうらいと)) - 앗케시군 하마나카정 아이누어의 「폰 모이레 모이(ポン・モイレ・モイ)」(작은 고요한 만)에서 유래.
- 標茶(시베차(しべちゃ)) - 가와카미군 시베차정 아이누어의 「시 펫 자(シ・ペッ・チャ)」(큰 강의 벼랑)에서 유래[1].
- 茶安別(잔베쓰(ちゃんべつ)) - 가와카미군 시베차정 아이누어의 「자 안 펫(チャ・アン・ペッ)」(벼랑의 강)에서 유래.
- 弟子屈(데시카가(てしかが)) - 가와카미군 데시카가정 아이누어의 「뎃 가 가(テㇱ・カ・カ)」(어살의 벼랑의 위)에서 유래[1].
- 跡佐登(아토사노보리(あとさのぼり)) - 가와카미군 데시카가정 아이누어의 「아투사 누푸리(アトゥサ・ヌプリ)」(알몸의 산)에서 유래[1].
- 屈斜路(굿샤로(くっしゃろ)) - 가와카미군 데시카가정 아이누어의 「굿차루(クッチャル)」(늪의 목구멍)에서 유래[1].
- 鐺別(도베쓰(とうべつ)) - 가와카미군 데시카가정 아이누어의 「도 펫 구시(ト・ペッ・クシ)」(두 개로 나뉘는 강)에서 유래[1].
- 最栄利別(모에리베쓰(もえりべつ)) - 가와카미군 데시카가정 아이누어의 「모이레 펫(モイレ・ぺッ)」(흐름이 느린 강)에서 유래.
- 雪裡(세쓰리(せつり)) - 아칸군 쓰루이촌 아이누어의 「셋 지리 웃 이(セッ・チリ・ウㇱ・イ)」(새집 · 새가 많은 곳鳥の多い所)에서 유래[1].
- 御札部(오삿페(おさっぺ)) - 시라누카군 시라누카정 아이누어의 「오 삿 페(オ・サッ・ぺ)」(강 하구가 말라 있는 곳)에서 유래.
- 標津(시베쓰(しべつ)) - 시베쓰군 나카시베쓰정, 시베쓰정 아이누어의 「시 펫(シ・ペッ)」(큰 강)에서 유래[1].
- 色丹(시코탄(しこたん)) - 시코탄군 시코탄촌(홋포 지역) 아이누어의 「시 고탄(シ・コタン)」(큰 마을)에서 유래[1].
- 紗那(샤나(しゃな)) - 샤나군 샤나촌(홋포 지역) 아이누어의 「샨 나이(シャン・ナイ)」(내려가는 강)에서 유래[1].
- 蘂取(시베토로(しべとろ)) - 시베토로군 시베토로촌(홋포 지역) 아이누어의 「시 펫 올(シ・ペッ・オㇿ)」(큰 강이 있는 곳)에서 유래[1].

### 참조주
1. 1 2 3 4 5 6 7 8 9 10 11 12 13 14 15 16 17 18 19 20 21 22 23 24 25 26 27 28 29 30 31 32 33 34 35 36 37 38 39 40 41 42 43 44 45 46 47 48 49 50 51 52 53 54 55 56 57 58 59 60 61 62 63 64 65 66 67 68 69 70 71 72 73 74 75 76 77 78 79 80 81 82 83 84 85 86 87 88 89 90 91 92 93 94 95 96 97 98 99 100 101 102 103 104 105 106 107 108 109 110 111 112 113 114 115 116 117 118 119 120 121 122 123 124 125 126 127 128 129 130 131 132 133 134 135  야마다 히데조(山田秀三) 1984.
2. ↑  이 경우의 '그것'이란, 부모 늪을 의미하는 것으로, 부모 늪에서 갈라져 나온 늪을 뜻한다.
3. 1 2  사카키바라 마사후미(榊原正文) 이시카리 II(石狩Ⅱ) 2002.
4. 1 2 3  사카키바라 마사후미(榊原正文) 2006.
5. ↑  榊原正文　石狩Ⅰ 2002.
6. ↑  사카키바라 마사후미(榊原正文) 이시카리 I(石狩Ⅰ) 2002.
7. ↑  「비바카라스(びばからす)」, 「비바가라스(びばがらす)」라고도 한다.
8. ↑  호로노베정(幌延町)의 오노부나이역은 「오놋푸나이(おのっぷない)」라고도 말한다.
9. ↑  무너진 낭떠러지를 의미한다.
10. ↑  「시베차리(しべちゃり)」, 「시비차리(しびちゃり)」라고도 한다.
11. ↑  이 경우의 「그것」(아이누어에서는 이(イ))는 아이누가 숭상하는 불곰, 혹은 불길한 생물로 두려워하는 뱀이다. 실명을 말하는 것을 꺼리고, 완곡하게 「그것」이라고 표현했다.

## 참고 문헌
- 사카키바라 마사후미(榊原正文) (2002년 8월 5일). 《데이터 베이스 아이누어 지명 2 이시카리 I(データベース アイヌ語地名2 石狩Ⅰ)》. 홋카이도 출판 기획 센터(北海道出版企画センター). ISBN 978-4832802056.
- 사카키바라 마사후미(榊原正文) (2002년 12월 5일). 《데이터 베이스 아이누어 지명 3 이시카리 II(データベース アイヌ語地名3 石狩Ⅱ)》. 홋카이도 출판 기획 센터(北海道出版企画センター). ISBN 978-4832802063.
- 사카키바라 마사후미(榊原正文) (2006년 2월 25일). 《아이누어 지명 낚시 걷기 일기--홋카이도의 생태관광을 생각하다(アイヌ語地名釣歩記--北海道のエコ・ツーリズムを考える)》. 홋카이도 출판 기획 센터(北海道出版企画センター). ISBN 978-4832806030.
- 야마다 히데조(山田秀三) (1984). 《홋카이도의 지명(北海道の地名)》. 홋카이도 신문사(北海道新聞社). ISBN 978-4893633217.

## 관련 자료
- 홋카이도의 지명 · 역명 - 홋카이도의 지명의 역사